# 清水寺 (徳島市)
清水寺（せいすいじ）は、徳島県徳島市に位置する高野山真言宗の寺院である。山号は諏訪山。本尊は准胝観音像。
阿波秩父観音霊場31番札所。徳島二十四ヶ所地蔵霊場15番札所。徳島七福神霊場・寿老人。

## 歴史
1632年（寛永9年）に徳島市寺町にある願成寺の住職・宥蓮が創立し開祖となった。徳島藩主・蜂須賀至鎮が大願主となって山門・経堂・方丈・庫裡や毘沙門天像などを寄進したと伝えられる。
また山門は勝瑞城、もしくは一宮城の城門を移築してきたという口碑がある。本堂は明治初年に徳島市伊賀町の松巌寺裏にあった徳川家ゆかりの慈本院の本堂を購うて移したものといわれる。
大きな山門が建ち、境内には水子地蔵を祀り内塀の中に本堂が建つ。境内横は氏神の諏訪神社がある。境内裏は眉山が聳えている。

## 交通
- JR「佐古駅」より徒歩で約10分。
- 徳島自動車道「徳島インターチェンジ」より車で約15分。